# Tóth József (agrárközgazdász)
Tóth József (Nagyecsed, 1932. április 4. – Szikszó, 2019. május 4.) agrármérnök, közgazdász, operációkutató, egyetemi tanár, az MTA doktora.

## Fiatalkora
Született Nagyecseden 1932. április 4-én, egy parasztcsalád hatodik gyermekeként. Apja Tóth Miklós, anyja Gergely Mária. Jól tanult, de középiskolai tanulmányokról nem is álmodhatott, így különböző tanfolyamokat végzett el. A legfontosabb volt ezek közül a 10 hónapos Állami Gazdaságok Vezetőképző tanfolyama, ahol mezőgazdasági és közgazdasági ismeretekre tett szert. Jó tanulmányi eredményeinek köszönhetően szakiskolák előadójaként és igazgatójaként dolgozott, majd Gödöllőn az egyéves Mezőgazdasági Akadémián Nagy Imre tanszékén volt tanársegéd. Közben magánúton kitűnő bizonyítvánnyal leérettségizett, majd felvételt nyert a Gödöllői Agrártudományi Egyetem Agrár-közgazdasági Karára (1952-1957).

## Családja
Felesége Komlós Viktória, gyakorlóiskolai tanító. Két gyermekük (Tóth Emese orvos, Tóth Norbert agrármérnök, közgazdász) és öt unokájuk született (Lilla, Johanna, Marcell, Dorottya, Zsombor).

### Fontosabb munkakörei
- 1957 Gödöllői Agrártudományi Egyetem, tudományos gyakornok.
- 1958-1973 Debreceni Agrártudományi Egyetem tanársegéd, adjunktus, majd docens.
- 1973-1976 Gödöllői Agrártudományi Egyetem Statisztikai Tanszék, tanszékvezető egyetemi tanár.
- 1976-1992 Debreceni Agrártudományi Egyetem, egyetemi tanár, intézetigazgató, tanszékvezető, 6 évig rektor.
- 1992-től nyugdíjas. Nyugdíjasként alapítványt hozott létre, az egészségügy, tudomány és az oktatás támogatására, melyet a kuratórium elnökeként évekig irányított, valamint létrehozott egy külkereskedelemmel és nagykereskedelemmel foglalkozó Kft.-t. 2000-2002 között az „Őrhegy 2001” részvénytársaság alapítója és vezérigazgatója volt, mely tisztségről egészségi állapota miatt két év múlva lemondott.

## Oktatómunkája
1958-tól foglalkozott a matematika és a számítástechnika mezőgazdasági alkalmazásával. 1958-ban magyarországi agráregyetemen elsőként szervezte meg az operációkutatás és a számítástechnika mezőgazdasági alkalmazásának tudományos kutatását és gyakorlati alkalmazását, majd 1961-ben az oktatását. Az általa megalkotott matematikai modellek, irányításával széles körben alkalmazásra kerültek hazai mezőgazdasági vállalatoknál és néhány külföldi vállalatnál is. Kidolgozott rendszereire irányításával automatizált alkalmazási szoftverek készültek. Ezek közül a legnagyobb és a gyakorlatban leginkább és legeredményesebben alkalmazott rendszer a Cadmas (Computer-Based Agricultural Decision Making and Analysing System) volt.
Több új tantárgy oktatását is bevezette az egyetemen: Gazdasági matematika és számítástechnika, Operációkutatás, Operációkutatási ismeretek és mezőgazdasági alkalmazásuk, Rendszerelmélet és rendszerszervezés, Információszervezés, Gépi adatfeldolgozás. E tantárgyakban oktatásra kerültek az általa kidolgozott módszerek, modellek és elméleti tételek.

## Tudományos munkája
Tudományos munkát 1958-tól végzett, a matematika és a számítástechnika mezőgazdasági vállalati, majd makrogazdasági alkalmazásával kapcsolatban. Ennek során több, a gyakorlatban is alkalmazott matematikai modellt dolgozott ki, s több gazdasági törvényszerűséget fogalmazott meg. Tudományos munkájának eredményei a tudományos fokozatok megszerzéséhez szükséges disszertációkban (egyetemi doktori 1961, mezőgazdaság tudomány kandidátusa 1968, mezőgazdasági tudomány doktora 1977), valamint Magyarországon és külföldön megjelent könyveiben és szakcikkekben, tanulmányokban, egyetemi jegyzetekben, hazai és külföldi tudományos konferenciákon tartott előadásokban, gyakorlati munkában kerültek ismertetésre. Könyveinek és egyetemi jegyzeteinek egy része az interneten, a Magyar Elektronikus Könyvtárban is olvasható.

## Legfontosabb új tudományos eredményei
Takarmánygazdálkodás optimalizálására megalkotott matematikai modellrendszerei
- Takarmányadagok optimalizálása állategyedekre
- Takarmányadagok optimalizálása az egész üzemre egy modellrendszerben
- Alaptakarmány és pótabrak optimalizálása és optimális arányának meghatározása, elméleti kérdései és matematikai modellrendszere
- A takarmánytermelés tervezésének elméleti kérdései és matematikai modelljei
- A takarmánytermelés szakosításának modellrendszere
- Egyéb problémák modellezése, a takarmánygazdálkodás köréből

Tehenészetek elemzésére és operatív irányítására megalkotott modellrendszerei
- Tejtermelés és a tartástechnológia kapcsolatának modellezése
- Hozamok és költségek modellezése a tehenészetben

Technológiák tervezésére, optimalizálására megalkotott modellrendszerei
- Növénytermesztési technológiák optimalizálása
- Növénytermesztési technológiák optimalizálása a szállítások figyelembevételével
- Növénytermesztés jövedelmezőségének változása különböző tényezők függvényében

Komplex vállalati problémák optimalizálására megalkotott modellrendszerei
- A tervezés, mint rendszer elméleti kérdései
- Helyzetelemzés módszere matematikai modellezés esetén
- Koncepciók kialakításának módszere matematikai modellezés esetén
- Technológia tervezése
- Matematikai modellek
- Célrealisztikus matematikai modell
- A termelési szerkezet, a technológiák és a termelési források egyidejű egymással kölcsönhatásban történő optimalizálása
- A termelési szerkezet, a fajlagos hozamok, a technológiák és a termelési források egyidejű egymással kölcsönhatásban történő optimalizálásának modellrendszere
- Speciális mátrixok és mátrixsorozatok inverze, gazdasági alkalmazási lehetőségek
- A célfüggvény közgazdasági tartalma mezőgazdasági vállalatok modellezésében
- A matematikai modell megoldása, variánsszámítások, döntés mezőgazdasági vállalatoknál
- A komplex vállalati terv, tervmérlegek, tervtáblázatok kidolgozása
- A mezőgazdasági vállalatok döntés-megalapozásának és komplex tervezésének automatizálási rendszere
- A tervezés Excel táblázatszerkesztővel
- eMezőgazdaság rendszer

Gazdasági törvényszerűségek matematikai megfogalmazása, melynek során számos tételt fogalmazott meg matematikai vizsgálatai alapján

## Tudományszervezési tevékenysége
Jelentős számú doktorandusz és aspiráns szerzett vezetésével egyetemi doktori és kandidátusi fokozatot. Több tudományos értekezés vitája során volt opponens, bizottsági elnök, illetve tag. Tudományos konferenciákat szervezett, s ezeken, valamint hazai és nemzetközi tudományos konferenciákon tartott előadásokat. A legjelentősebbek voltak az általa szervezett „Operációkutatás és számítástechnika mezőgazdasági alkalmazása” tudományos konferenciasorozat, amelyeken egy-egy alkalommal 500-800 szakember vett részt. Különböző hazai és nemzetközi bizottságokban és szervezetekben vett részt. (KGST számítástechnikai munkabizottság, Közgazdasági Szemle szerkesztőbizottsága, MTA Operációkutatási Bizottsága, Neumann János Társaság Operációkutatási bizottsága, stb.)

## Gyakorlati tevékenysége
Fontosnak tartotta az oktatás, a tudományos kutatás és a gyakorlat egységét, a gyakorlatban alkalmazható módszerek, modellek és elméleti tételek kidolgozását, a tudományos munkában a gyakorlat által felvetett kérdések megfogalmazását és megoldását, valamint azt, hogy a tudományos eredmények és a gyakorlati megoldások és problémák ismertetésre kerüljenek az oktatásban. Több száz mezőgazdasági vállalattal tartott kapcsolatot, s e vállalatok számára gyakorlati vizsgálatokat, modellezéseket és szaktanácsadást végzett. A vállalatok adatokkal visszaigazolták a szaktanácsadások eredményességét. Különösen széles körben került gyakorlati felhasználásra a CADMAS, automatizált, komplex döntésmegalapozási, tervezési számítógépes rendszer, amely nem csak Magyarországon, de külföldön is eredményesen alkalmazásra került. Volt olyan év, amikor 30-40 vállalat komplex fejlesztési és/vagy éves tervét készítették el. Az oktatás és tudományos kutatás, valamint az egyetem rektoraként, az állami vezetési feladatok ellátása mellett, pezsgő tudományos életet teremtett az egyetemen.

## Általa megalkotott számítógépes rendszerek és általa, vagy irányításával létrehozott szoftverek
1. Adattárkezelő rendszer és szoftver a mezőgazdasági vállalatok tervezéséhez szükséges adatok kezeléséhez.
2. Növénytermelési termelési technológia tervezési rendszere és szoftvere
3. Állattenyésztési technológia tervezési rendszere és szoftvere
4. Nem mezőgazdasági tevékenységek tervezési rendszere és szoftvere
5. Vállalati komplex matematikai modellszerkesztő rendszer és szoftver
6. Tervtáblázat készítő és tervelemző rendszer és szoftver
7. Takarmányadag optimalizáló rendszer és szoftver
8. Alaptakarmány és pótabrak arányát optimalizáló rendszer és szoftver
9. Tehenészet gazdasági elemzési rendszere és szoftvere
10. Mezőgazdasági vállalatok automatizált komplex döntésmegalapozásának és elemzésének rendszere és szoftvere
11. Termelési rendszerek (és tájak) információs és döntésmegalapozási rendszere
12. Az újratermelés dinamikájának szimulációs matematikai modellje

## Publikációi

### Könyvek
1. A takarmánygazdálkodás matematikai tervezése. (A nagyüzemi gazdálkodás kérdései sorozat.) Akadémiai Kiadó. Budapest. 1969. (165 p.) http://mek.oszk.hu/07400/07428
2. A termelési tényezők felhasználásának optimalizálása a mezőgazdaságban. Közgazdasági Kiadó. Budapest. 1973. (232 p.) http://mek.oszk.hu/07400/07430
3. A takarmányadagok optimalizálása egyszerűen. (Társszerző: Varga Károly) (Nagyüzemi gazdálkodás kérdései sorozat.) Akadémiai Kiadó. Budapest. 1974. 121 p. http://mek.oszk.hu/07400/07429
4. A mezőgazdaság műszaki fejlesztésének gazdasági kérdései. (Társszerzők: Gönczi Iván, Kádár Béla, Matos Károly, Vadász László) Mezőgazdasági Kiadó. Budapest. 1979. 179 p
5. Mezőgazdasági Vállalatok automatizált tervezése. Mezőgazdasági Kiadó. Budapest. 1981. 240 p. Megtekinthető a http://mek.oszk.hu/05200/05296 helyen
6. Biologická a economická optimalizácia vyzivy hospodárskych zvierat. (Szerk: Michal Kovác, Társszerzők: G.A. Bogdanov, J. Pitel, L. Kabát, M. Kovac) Priroda. Bratislava. 1987. 422 p.
7. A gazdasági törvényszerűségek absztrakt matematikai vizsgálata. Cudar fonák világ; Szerzői kiadás. Debrecen, 1998. Megtekinthető az Országos Széchényi Könyvtár, Magyar Elektronikus Könyvtárban a http://mek.oszk.hu/01600/01621/ helyen
8. Az újratermelés dinamikájának szimulációs, matematikai modellezése. Megtekinthető az Országos Széchényi Könyvtár, Magyar Elektronikus Könyvtárban a http://mek.oszk.hu/02200/02202/ helyen.
9. A növénytermesztési technológiák és a mezőgazdasági vállalatok komplex tervezése számítógéppel. I. Kötet. Egyszerű számítógépes eljárás. Debrecen, 2004. Megtekinthető az Országos Széchényi Könyvtár, Magyar Elektronikus Könyvtárban a http://mek.oszk.hu/02400/02471/ alatt.
10. A növénytermesztési technológiák és komplex vállalati tervezése számítógéppel. II. Kötet. Automatizált tervezés matematikai programozással. eMezőgazdaság. Debrecen, 2005. Megtekinthető az Országos Széchényi Könyvtár, Magyar Elektronikus Könyvtárban a http://mek.oszk.hu/02700/02710/ alatt.
11. Tandíj, vagy átfogó reform a felsőoktatásban? Debrecen, 2006. Megtekinthető az Országos Széchényi Könyvtár, Magyar Elektronikus Könyvtárban a http://mek.oszk.hu/03900/03976/ alatt.
12. Miért problémás és lehet-e ismét sikeres a magyar mezőgazdaság? Debrecen, 2006. Megtekinthető az Országos Széchényi Könyvtár, Magyar Elektronikus Könyvtárban a http://mek.oszk.hu/03900/03982/ alatt.
13. A növénytermesztési technológiák döntésmegalapozására, tervezésére és elemzésére szolgáló, a jelenlegi viszonyok között széles körű gyakorlati felhasználásra alkalmas automatizált rendszer. Megtekinthető az Országos Széchényi Könyvtár, Magyar Elektronikus Könyvtárban a http://mek.oszk.hu/04900/04997/ alatt.
14. A Debreceni Egyetem Agrárcentrumában polgárjogot nyert a szerzői jogsértés? Hogyan plagizálhatnak a diákok? (1. kötet) Megtekinthető az Országos Széchényi Könyvtár, Magyar Elektronikus Könyvtárban a http://mek.oszk.hu/05900/05918/ alatt.
15. A Debreceni Egyetem Agrárcentrumában polgárjogot nyert a szerzői jogsértés? Hogyan plagizálhatnak a diákok? (2. kötet) Megtekinthető az Országos Széchényi Könyvtár, Magyar Elektronikus Könyvtárban a http://mek.oszk.hu/06000/06021/ alatt.
16. A Debreceni Egyetem Agrárcentrumában polgárjogot nyert a szerzői jogsértés? (3. kötet) Debrecen, 2008. (http://mek.oszk.hu/06200/06260)
17. Gyógyszeradagolás optimalizálásának matematikai modellje és automatizált rendszere. Debrecen, 2008. (Társszerző: Dr. Tóth Emese) (http://mek.oszk.hu/06000/06009)
18. A Debreceni Egyetemtől eltiltott alkotásaim, s ennek okai. Debrecen, 2009. http://mek.oszk.hu/08100/08104
19. A gyorsabb tudományos előrehaladás útjai és buktatói. AD LIBRUM KIADÓ, Budapest, 2009. https://web.archive.org/web/20130814072125/http://adlibrum.hu/Dr-Toth-Jozsef/
20. Speciális mátrixok és mátrixsorozatok inverze, gazdasági alkalmazási lehetőségek. Debrecen, 2009. 7318http://mek.oszk.hu/07300/0
21. Lineáris programozás alkalmazása újabb felfogásban és a társadalmi-gazdasági törvényszerűségek általánosítása matematikai modellezéssel. Debrecen, 2011. http://mek.oszk.hu/09000/09022
22. Rögös életutam. Debrecen 2011. Magánkiadás. http://mek.oszk.hu/12800/12886
23. Tudósok. A megmérettetés és annak technikája. Debrecen, 2011. http://mek.oszk.hu/09200/09235
24. A matematikai és a gazdasági törvényszerűségek analógiája és verifikálása. Debrecen, 2011. http://mek.oszk.hu/10500/10576
25. Operációkutatás és számítástechnika a mezőgazdaságban. (Tudományos konferenciák előadásai) http://mek.oszk.hu/11300/11316
26. Összeomlik, vagy a felsőoktatás általánossá tételével megváltozik a világunk. Debrecen, 2013. http://mek.oszk.hu/11400/11422
27. Tóth József: Operációkutatási ismeretek és mezőgazdasági alkalmazásuk. http://mek.oszk.hu/11500/11598
28. Tóth József: Egészség, boldogság, túlnépesedés, alapjövedelem. http://mek.oszk.hu/16200/16291
29. Tóth József: Igazságot keresek! http://mek.oszk.hu/16700/16775

### Egyetemi jegyzetek
1. Segédlet a Mezőgazdasági Statisztika általános részének tanulmányozásához. Debreceni Mezőgazdasági Akadémia. Debrecen. 1961.
2. Útmutató a Mezőgazdasági Statisztika tanulmányozásához. Debreceni Mezőgazdasági Akadémia. Debrecen. 1963.
3. Matematikai alapok. Jegyzetpótló útmutató a vállalati programozás tanulmányozásához. Debreceni Agrártudományi Egyetem. Debrecen. 1968.
4. Gazdasági matematika és számítástechnika. 1-2. kötet. Egyetemi jegyzet. GATE Gödöllő. 1974. (403 p.) (Utánnyomások: Gödöllő. 1975. Debrecen. 1979, 1984.) http://mek.oszk.hu/11400/11468
5. Útmutató a lineáris programozással megalapozott komplex vállalatfejlesztési tervek készítéséhez. (Társszerzők: Nemessályi Zsolt, Ertsey Imre) Egyetemi jegyzet. DATE Debrecen. 1978.
6. Gazdaságmatematika I. (Társszerző Szabó Mátyás) Egyetemi jegyzet. DATE. Debrecen. 1980.
7. Gépi adatfeldolgozás. Egyetemi jegyzet. (Társszerző: Drimba Péter) DATE. 1983.
8. Gazdasági rendszer- és információelmélet. (Társszerző: Tarnóczi Tibor) Egyetemi jegyzet. DATE. Debrecen. 1984.
9. Gazdaságmatematika II. (Társszerző: Szabó Mátyás) Egyetemi jegyzet. DATE. Debrecen. 1984.
10. A számítástechnika alkalmazása az operatív irányításban. Egyetemi jegyzet. DATE. Debrecen. 1987.http://mek.oszk.hu/11500/11532
11. Operációkutatási ismeretek és mezőgazdasági alkalmazásuk. Egyetemi jegyzet. DATE. Debrecen, 1988. 363 p.http://mek.oszk.hu/11500/11598

### Cikkek
1. Az élő és holtmunka felhasználás összefüggése a termelőszövetkezetek jövedelmezőségével. Debreceni Mezőgazdasági Akadémia Évkönyve. Debrecen. 1960.
2. A szervestrágyázás hatása Hajdú-Bihar megye termelőszövetkezeteinek gazdálkodására. Magyar Mezőgazdaság. Budapest. 1960. X. 17.
3. A takarmánynövények vetésterülete optimális arányainak meghatározása. Statisztikai Szemle. Budapest. 1661. 12. sz.
4. Beszédes számok a fel nem osztható szövetkezeti alap növeléséről. (Társszerző: Kádár Béla) Magyar Mezőgazdaság. Budapest. 1961. I. 11.
5. A takarmánytermesztés legkedvezőbb területi arányainak megállapítása. Mezőgazdasági Akadémia Gyakorlati Szaktanácsadója. Debrecen. 1962. 4. sz.
6. A lineáris programozás alkalmazása különböző talajféleségekkel rendelkező üzemben a takarmánynövények optimális vetésszerkezetének meghatározására. Debreceni Mezőgazdasági Akadémia Évkönyve. Debrecen. 1962.
7. Az élő- és holtmunka ráfordítások hatékonysága a termelőszövetkezetekben. (A tiszántúli termelőszövetkezetek gépesítésének üzemgazdasági kérdései. 1961. XII. 14-15-én megtartott Tudományos ülésszak anyaga.) DATE. Kiadványa. Debrecen. 1962.
8. "Krekó Béla: Mátrixszámítás" recesszió. Gazdálkodás. Budapest. 1964.
9. A takarmányadagok összeállítása a lineáris programozás módszerével. Gazdálkodás. Budapest. 1964. 1. sz.
10. Uziti lineárniho programováni pri vytváreni nejacinnejsi struktury ve vyrobe krmiv. (Lineáris programozás alkalmazása a takarmánytermelés szerkezetének meghatározására.) Zemedelská ekonomika. Praha. 1964. 1-2. sz.
11. Pouziti lineárniho programováni pri reseni specializáce ve vyrobe krmiv. (Lineáris programozás alkalmazása a takarmánytermelés szakosításának meghatározására.) Zemedelská Ekonomiká. Praha. 1964. 5. sz.
12. A lineáris programozás alkalmazása a takarmánytermesztés szakosításának megoldására. A Debreceni Agrártudományi Főiskola Évkönyve. Debrecen. 1964.
13. A takarmánytermelés programozása öntözéses gazdaságban. (Társszerző: Kádár Béla) A Debreceni Agrártudományi Főiskola Tudományos Közleményei. Debrecen. 1965.
14. Optimális munkaerő sűrűség és termelési szerkezet. Statisztikai Szemle. Budapest. 1966. 11. sz.
15. A termelési szerkezet, munkaerő és gépsűrűség, valamint a jövedelmezőség kapcsolatainak vizsgálata matematikai programozással. Georgikon Napok Keszthely 1966. szept. 1-3. Keszthely. 1966.
16. Az alaptakarmány és a pótabrak optimális arányának meghatározása teheneknél matematikai módszerrel. Gazdálkodás. Budapest. 1967. 4. sz.
17. Adott tehénállomány optimális elosztása különböző technológiák között. Gazdálkodás. Budapest. 1967. 12. sz.
18. Eine Untersuchung der Verteilung der Produktivkrafte unter den Betrieben auf Grund matematischer Methoden und unter Berücksichtigung der Preispolitik. (A termelőerők üzemek közötti megoszlásának vizsgálata matematikai módszerekkel, tekintettel az árpolitikára.) Vortrang an der Wissenschaftl. Tanung, 1968. Martin-Luther Univ. Halle. 1968.
19. Stand und Ergebnisse der Anwendung der Programmierung in der Landwirtschaft von Ungarn. (Programozás mezőgazdasági felhasználásának helyzete és eredményei a magyar mezőgazdaságban.) Bedeutung und Methodik der Prognoseforschung und ihre Stellung in ökonomischer Planung und Leitung der Landwirtschaft und Nahrungsfüterwirtschaft. Hrsg. AdL der DDR, Institut für Agrarökonomik. Neetzow. 1968.
20. Takarmányozás gazdaságossági vizsgálatok a Debreceni Agrártudományi Főiskola gazdaságában lineáris programozással. (Társszerzők: Kocsis Sándor, Veress Imre) Debreceni Agrártudományi Főiskola Tudományos Közleményei. Debrecen. 1968.
21. Hozzászólás "Az időjárás hatása a mezőgazdasági termelési eredmények alakulására." c. cikkhez. Statisztikai Szemle. Budapest. 1969. 4. sz.
22. A termelési Szerkezet és források optimumának meghatározása. Statisztikai Szemle. Budapest. 1969. 5. sz.
23. A komplex közgazdasági elemzés fontossága az élelmiszer gazdaság fejlesztésében Előadások és hozzászólások az Első Országos Agrárgazdasági Konferencián. Gazdálkodás. Budapest. 1969. 6. sz.
24. A műszaki fejlesztés ökonómiai problémái a mezőgazdaságban. Az 1969. márc. 12-13-án Debrecenben megtartott vita anyaga. Kiad. MTA Agrárgazdasági és Üzemszervezési Bizottság. Budapest. 1969. Agroinform. 6. (Hozzászólások az 54-57 és 95-97 oldalon)
25. A komplex szemlélet érvényesítése a tervezésben. (Előadások és hozzászólások az Első Országos Agrárgazdasági Konferencián) Budapest. 1969.
26. A matematikai programozás alkalmazása a termelőszövetkezetek távlati tervezésében. Debreceni Agrártudományi Főiskola Tudományos Közleményei. Debrecen. 1970.
27. Ein Versuch zur Annaherung wirtschaftlicher Konsequenzen der technischen Entwicklung im Modell der LPG. (Társszerző: Gönczi Iván) Acta Econ. Budapest. 1970. 5. sz.
28. Korszerű módszerek alkalmazása a mezőgazdasági döntések megalapozásában. Vezetés. Budapest. 1970. 2. sz.
29. A matematika felhasználása a közgazdasági tevékenységben. (MSZMP Hajdú-Bihar megyei Bizottsága Oktatási Igazgatóságának kiadványa a decemberi jubileumi tudományos ülésszakról. 1. kötet) Debrecen. 1970.
30. Matematikai módszerek felhasználása a mezőgazdasági üzemi tervezésben. (ATF. cent. ünnepségei 1868-1968.) Debrecen. 1970.
31. Kísérlet a technikai fejlesztés gazdasági hatásának megközelítésére. Statisztikai Szemle. Budapest. 1971. 4. sz.
32. A mezőgazdasági vállalatok tervezése célrealisztikus lineáris programozási modellel. Vezetés. Budapest. 1972. 2. sz.
33. A célfüggvény néhány problémája a matematikai tervezésben. DATE tud. közl. Debrecen. 1972. 17. sz.
34. A lineáris programozás felhasználása a mezőgazdasági vállalatok középtávú tervezésében. Magyar Operációkutatási Konferencia, 5. Balatonfüred. 1973. okt. 1-4. Kiad. Magyar Közgazdasági Társaság Mat. Közgazd. Szakosztálya. Budapest. 1973.
35. A termelés szerkezet, a termelési technológia és a termelési források egyidejű optimalizálása egy gazdaságban. (Társszerzők: Acsay Ferenc, Balla Sándor) Vezetés. Budapest. 1973. 10. sz.
36. A termelési szerkezet, a termelési tényezők és a termelési források egyidejű, összefüggő optimalizálása. (Társszerzők: Acsay Ferenc, Balla Sándor.) Vezetés. Budapest. 1973. 2. sz.
37. A célrealisztikus lineáris programozási modell gyakorlati alkalmazásának módszere. (Társszerző: Balla Sándor) Kiad. Mezőgazdasági Gépkísérleti Intézet. Időszaki Tájékoztató. Gödöllő. 1974. 1. sz.
38. Az egészértékű programozás egy alkalmazási lehetősége mezőgazdasági vállalatok tervezésében. (Társszerző: Varga Károly) Szigma. Budapest. 1974. 1-2. sz.
39. A lucerna betakarítás műszaki megoldásának összehasonlító vizsgálata matematikai programozással. (Társszerzők: Pfau Ernő, Varga Károly) DATE tud. közl. Debrecen. 1974. 19. sz.
40. A számítástechnikai oktatás helyzete, perspektívája és hasznosítási lehetőségei a Gödöllői Agrártudományi Egyetem Mezőgazdaságtudományi Karán. (A számítástechnikai oktatás a hazai felsőoktatásban tud. konferencián elhangzott előadások. Visegrád 1974. máj. 13-14.) ESzK. Budapest. 1974.
41. Pouziti ekonomicky-matematickych metoda pri rizeni zemedelstvi. (Gazdasági-matematikai módszerek felhasználása a mezőgazdasági irányításban.) Zemedelska ekonomika. Praha. 1975. 21. roc. 10. c.
42. Hiperbolikus integer programozás alkalmazása a mezőgazdasági vállalatok tervezésében. (Társszerző: Felleg László) Agrártud. Egyetem Közleményei. Gödöllő. 1975.
43. Optimális termékszerkezet, technológia és átlaghozamok. (Társszerző: Karlik Erzsébet) Szigma. Budapest. 1976. 5. sz.
44. A műszaki fejlesztés döntésmegalapozásának néhány kérdése. DATE 1974 évi nemzetközi tud. ülés előadásai. Kiad. DATE. Debrecen. 1976.
45. A technológiai tervezés matematikai programozással. (Társszerző: Király Endre) Operációkutatás és számítástechnika a mezőgazdaságban 1. Országos Tud. Konferencia előadásai. Gödöllő. 1976. ápr. 8-9. Kiad. GATE Gödöllő. 1976.
46. Operációkutatás és számítástechnika helyzete és perspektívái a mezőgazdaságban. Operációkutatás és számítástechnika a mezőgazdaságban. 1. Orsz. Tud. Konf. előadásai. Gödöllő. 1976. ápr. 8-9. Kiad. GATE Gödöllő. 1976.
47. Technológiai tervezés számítógéppel. (Társszerző: Kertész János) Operációkutatás és számítástechnika a mezőgazdaságban. 1. Orsz. Tud. Konf. előadásai. Gödöllő. 1976. ápr. 8-9. Kiad. GATE Gödöllő. 1976.
48. Integer programozás mezőgazdasági alkalmazása. (Társszerző: Felleg László) Operációkutatás és számítástechnika a mezőgazdaságban. 1. Orsz. Tud. Konf. előadásai. Gödöllő. 1976. ápr. 8-9. Kiad. GATE Gödöllő. 1976.
49. Termelés szerkezet, források és termésátlag tervezése nemlineáris modellel. (Társszerző: Karlik Erzsébet) Operációkutatás és számítástechnika a mezőgazdaságban. 1. Orsz. Tud. Konf. előadásai. Gödöllő. 1976. ápr. 8-9. Kiad. GATE Gödöllő. 1976.
50. Számítógépes tervezés és döntésmegalapozás a mezőgazdasági vállalatoknál. Zalai Műszaki és Közgazdasági hónap. Nagykanizsa. 1976. okt. 8-9. Kiad. Neumann János Számítógéptudományi Társaság. Nagykanizsa. 1976.
51. Lineáris és hiperbolikus vegyes egészértékű programozással készített vállalatfejlesztési terv tapasztalatai. (Társszerző: Kasza Miklós) Operációkutatás és számítástechnika a mezőgazdaságban. 1. Orsz. Tud. Konf. előadásai. Gödöllő. 1976. ápr. 8-9. Kiad. GATE Gödöllő. 1976.
52. Lineáris programozással készített középtávú mezőgazdasági vállalatfejlesztési terv karbantartásának tapasztalatai. (VII. Magyar Operációkutatási Konferencia előadás-kivonatok) Pécs. 1977.
53. Lineáris-hiperbolikus programozás alkalmazása komplex vállalati tervezésben.(VII. Magyar Operációkutatási Konferencia előadás-kivonatok) Pécs. 1977.
54. Tervkészítés programozással. Figyelő. 1977. 21. évf. 22. sz.
55. A mezőgazdasági vállalatok tervezésének fejlesztési, korszerűsítési lehetőségei. DATE Tessedik S. Tiszántúli Mg. Tud. Napok. Debrecen. 1978. Kiad. DATE Debrecen. 1978.
56. A Debreceni Agrártudományi Egyetem szerepe a Tiszántúl mezőgazdaságának fejlesztésében. DATE Tessedik S. Tiszántúli Mg. Tud. Napok. Debrecen. 1978. Kiad. DATE Debrecen. 1978
57. Zárszó. DATE Tessedik S. Tiszántúli Mg. Tud. Napok. Debrecen. 1978. Kiad. DATE Debrecen. 1978.
58. Voproszü podgotovki kadrov neobhodimüh dlja realizacii avtomatizirovannoj szisztemü upravlenija v uszlovijah Vengerszkoj Narodnoj Reszpubliki. Doklad po probleme "Razrabotka i vnedrenije matematicseszkih metodov elektronno vücsiszlitel´noj tehniki v szel´szkom hozjajsztve. (Az automatizált irányítási rendszer megvalósításához szükséges káderképzés problémái Magyarországon) Bjuletin´ Koordinacionnogo centra sztrancslenov SZEV dlja naucsnüh iszszledovanij. 1978.
59. Egy mezőgazdasági termelőszövetkezet erőforrásainak értékelése lineáris paraméteres programozással. (Társszerző: Ferenczi Zoltán) Operációkutatás és számítástechnika a mezőgazdaságban 2. Orsz. Tud. Konf. előadásai. Debrecen 1978. szept. 13-14. DATE Debrecen. 1978.
60. Mezőgazdasági vállalatok automatizált tervezése. Operációkutatás és számítástechnika a mezőgazdaságban 2. Orsz. Tud. Konf. előadásai. Debrecen 1978. szept. 13-14. DATE Debrecen. 1978.
61. A mezőgazdasági vállalatok automatizált irányítási rendszerének koncepciói. Operációkutatás és számítástechnika a mezőgazdaságban 2. Orsz. Tud. Konf. előadásai. Debrecen 1978. szept. 13-14. DATE Debrecen. 1978.
62. Mezőgazdasági vállalatok automatizált tervezése. MÜSZI Információ 1978. 5. sz. melléklete.
63. Operációkutatás és számítástechnika a mezőgazdaságban címmel tudományos konferencia Debrecenben. MÜSZI Információ 1978. 4. sz.
64. A növénytermelési technológiák automatizált tervezése. (Társszerzők: Király Endre, Szenteleki Károly) Gazdálkodás. Budapest. 1978. 10. sz.
65. A mezőgazdasági vállalatok és a számítástechnika. Magyar Mezőgazdaság. Budapest. 1978. 42. sz.
66. Számítógépes tervezés mezőgazdasági vállalatoknál. Magyar Mezőgazdaság. Budapest. 1978. 52. sz.
67. Egy speciális elrendezésű modell költségmegtakarító megoldása. Statisztikai Szemle. Budapest. 1978. 10. sz.
68. A mezőgazdasági vállalati irányítás számítástechnikai feltételei. Számítástechnika alkalmazása. Mezőgazdaság. Székesfehérvári Nyári Egyetem előadásai. Budapest. 1979.
69. A mezőgazdasági vállalatok automatizált tervezési rendszere. Rendszerelméleti Konferencia előadásai. Sopron. 1979.
70. Automatisierte planung und optimierung der technologie der pflanzenproduktion. II. Mechanisierungstagung. Berlin. 1979.
71. A DATE tudományos kutatási tevékenysége és főbb eredményei. DATE "Tessedik Sámuel" Tiszántúli Mezőgazdasági Tudományos Napok. Mezőtúr. 1979.
72. Egy mezőgazdasági termelőszövetkezet erőforrásainak értékelése lineáris paraméteres programozással. (Társszerző: Ferenczi Zoltán.) Mosonmagyaróvári Mezőgazdaságtudományi Kar Közleményei. Mosonmagyaróvár. 1979.
73. A mezőgazdasági vállalatok automatizált tervezési rendszere és alkalmazásának tapasztalatai. METESZ Neumann J. Számítógép-tudományi Társaság I. Országos Kongresszusának előadásai. Szeged. 1979.
74. Avtomatizirovannaja szisztema planyiroványija i opütü ee primenyija. IX. Mezsdunaraodnovo cimpoziuma sztran-cslenov SZEV po koordinovannoj probléme. Praga. 1980.
75. Számítástechnikai módszerek alkalmazása a mezőgazdaságban válogatott előadások az "Operációkutatás és Számítástechnika a mezőgazdaságban" II. Orsz. Tud. Konf. anyagából. Mérnök és vezető továbbképző Intézet kiadványa. Budapest. 1980. (Szerk. dr. Tóth József)
76. A mezőgazdasági vállalatok automatizált tervezési rendszere és alkalmazásának tapasztalatai. Vezetéstudomány. 1980. 1. sz.
77. Modeliroványije szelszkohozjájsztvennovo proizvodsztva. Bulletin Koordinacionnovo centra sztran-cslenov SZEV dljá naucsnüh isszledoványij. (Társszerző: Szabó Mátyás). No 31/80. Prága 1980.
78. Automatisiertes System zur Planung in landwirtschaftlichen Betrieben und dessen Andwendung in der Praxis. Halle (Saale) 1980.
79. A matematikai tervezés mezőgazdasági alkalmazásának távlati problémai. Magyar Operációkutatási Konferencia előadásai. DATE: Debrecen. 1980.
80. Automatisiertes Planberechnungssystem für landwirtschaftliche Betriebe und ertse Erfahrungen über seine Anwerdung. Martin-Luther Univ. Halle (Saale) 1981
81. A X. Magyar Operációkutatási Konferencia. Közgazdasági Szemle. Budapest. 1981.
82. A matematikai tervezés mezőgazdasági alkalmazásának problémái és távlatai. Közgazdasági Szemle. Budapest. 1981.
83. Lineáris programozás a takarmánygazdálkodásban. (Társszerzők: Nemessályi Zsolt, Kárpáti László) Magyar Mezőgazdaság. 1981. 6. sz.
84. Otázky Automatizácie Polnohospodárskeho Podnikového Planovánia a Organizácie Podnikového Planovánia a Organizácie Vyroby. Teoria a Prax. Racionalizácia Operetivneho Planovania Riadenia, Polnohospodárskej Vyroby. Prevádzkovo Ekonomická Fakulta VSP V HALLE NDR Sopcialistická Akadémia CSSR ov v Nitre. Nitre. 1981
85. Az alaptakarmány optimalizálása. Magyar Mezőgazdaság. 1982. 1. sz.
86. Relationships between Subsystems of Agricultural Enterpreises by LP Models. (Társszerző: Ertsey Imre) Új eredmények az operációkutatási módszerek mezőgazdasági alkalmazásában konferencia előadásai. Salgótarján. 1982
87. Számítógépes mezőgazdasági rendszerek. (Számítástechnikai kiállítás és vásár: márc. 24-31.) Magyar Mezőgazdaság. Budapest. 1982. 9. sz.
88. A tudomány felelőssége a nukleáris katasztrófa elhárításában. Tud. Konf. előadásai. Tudósok Korunkról. 7. füzet. Budapest. 1982.
89. Az alrendszerek kapcsolatainak vizsgálata a mezőgazdaságban. (Társszerző: Ertsey Imre) Statisztikai Szemle. Budapest. 1982. 8-9. sz.
90. A Számítástechnikai Központi Fejlesztési Program és a mezőgazdaság. Magyar Mezőgazdaság. Budapest. 1982. 51-52. sz.
91. Kié a Hortobágy? A Hortobágy és a gazdálkodás. Hajdú-Bihari Napló. Debrecen. 1998. ápr. 4. sz.
92. Application of multiobjective method in foundation of the developing of agricultural firms. (Társszerző: Szenteleki Károly) Karl Marx Univ. of Economics Budapest-Applications- Tud. Konf. előadásai. Salgótarján. 1982
93. Studying the relationships between subsystems of agricultural farms bz LP models. (Társszerző: Ertsey Imre) Karl Marx Univ. of Economics Budapest-Applications- Tud. Konf. előadásai. Salgótarján. 1982
94. Komplex tervezési rendszer kialakítása. (Társszerző: Herdon Miklós) DATE 1981-82 évi kutatási eredmények füzete. DATE. Debrecen. 1983.
95. Mezőgazdasági vállalati célok elemzése kompromisszumos-programozás segítségével. (Társszerző: Szenteleki Károly) Sigma. Budapest. 1983. 3. sz.
96. Vplyv plánovania a riadenia na ucinnost a diferenciáciu polnohospodárskych podnikov Zbornik referátov z XI. spolckej vedeckej konferencie Vysoká Skola Polnohospodárska v Nitre. Nitre. 1983.
97. Obucsenyie primenyenyiju vücsiszlityeljnovo techniki v debrecenszkom unyiverszityétye szelszkohozjájsztvennüh nauk. Vücsiszlityelnaja technika szocoaliszticseszkih sztran. Szbornyik sztatyej. Finanszü i sztatyisztyika. Moszkva. 1983.
98. Elnöki megnyitó. Pethe Ferenc élete és munkássága tudományos emlékülés. Bessenyei György Tanárképző Főiskola kiadványa. Nyíregyháza. 1983.
99. Zárszó. Pethe Ferenc élete és munkássága tudományos emlékülés. Bessenyei György Tanárképző Főiskola kiadványa. Nyíregyháza. 1983.
100. Automatizált rendszer a mezőgazdaságban. (Számítógépes automatizált döntésmegalapozási és tervezési rendszer.) Mezőgazdasági és Élelmiszeripari Szervezés Szakfolyóirat. Budapest. 1984. 4. sz.
101. DIE OPTIMIERUNG UND AUTOMATISIERUNG IN DER BETRIEBSPLANUNG. Wissenschaftliche zeitschrift der Wilhem-Pieck Univ. Rostock. Jahrgang XXXIII – 1984 Naturwissenschaftliche Reich Heft 1 – 2. (Thünen-Symposiumi előadás anyaga.) Rostock. 1983.
102. Automatizált tervezés – növekvő eredmények. Figyelő. Budapest. 1984. 14. sz.
103. The application of an automated technological planning system and linear programming in the foundation of decisions relating to the utilization of machines. (Társszerző: Ertsey Imre) Bulletin for Applied Mathematics, PAMM' s 65 th Country Meeting, Debrecen 1985 jan. 16-20. BAMM kiadv. XXXVIII.
104. A new method for the determinátion of the optimal ratio of basic fodder and supplementary food. (Társszerző Szabó Mátyás) Bulletin for Applied Mathematics, PAMM' s 65 th Country Meeting, Debrecen 1985 jan. 16-20. BAMM kiadv. XXXVIII.
105. The metod of automated agricultural company planning and the experiences of its application. (Társszerző: Gyarmathi Attiláné) Bulletin for Applied Mathematics, PAMM' s 65 th Country Meeting, Debrecen 1985 jan. 16-20. BAMM kiadv. XXXVIII.
106. The work and effectivenes of practical applications of the computing laboratory of the Agricultural Universiti of Debrecen. (Társszerző: Herdon Miklós) Bulletin for Applied Mathematics, PAMM' s 65 th Country Meeting, Debrecen 1985 jan. 16-20. BAMM kiadv. XXXVIII.
107. Mezőgazdaság és számítástechnika. Debreceni Szemle. V. évf. 1. sz. Debrecen. 1985.
108. Számítástechnika a gyakorlatban, az oktatásban és a kutatásban. MÜSZI Számítástechnikai Tájékoztató. Budapest. 1985. II.
109. Debreceno agrariniu mokslu universiteto Ekonomikos ir organizacijos instituto direktorus. Vengrija – Lietuva. Mokslas ir gyvenimas. Vilniusz. 1985. 6. sz.
110. Számítástechnika alkalmazásának eredményei. Gazdálkodás. Budapest. 1985. 8. sz.
111. Számítógépes vizsgálatok és tervváltozatok Somogy megye termelőszövetkezeteinek 1986 – 1990. évi ötéves tervének megalapozásához. Mg.-i Termelőszövetkezetek Somogy Megyei Szövetségének kiadványa. Kaposvár. 1985.
112. A számítástechnikai oktatás és gyakorlat a Debreceni Agrártudományi Egyetemen. Fórum' 85. Számítástechnika a mezőgazdaságban Tudományos Konferencia előadásai. Szarvas. 1985.
113. Az irányítás automatizálása és a hatékonyság néhány kérdése a mezőgazdaságban. Tudományos konferencia előadásai. Debrecen 1985. (DATE – Vilniuszi Agrárkutató) Tudományos Közlemények. DATE kiadvány. Debrecen. 1985.
114. Automatizácija obosznoványija resenyij i effektivnosztyi szelszkohozjájsztvennovo proizvodsztvo. Metod povüsenyija gyejsztvennosztyi faktorov intenszifikácii szelszkohozjájsztvennovo proizvodsztvo. Gaszudarsztvennüj Agropromüslennüj Komitét Litovszkoj SzSzR, Litovszkij Naucsno – Isszledovatyellszkij Insztitut Ekonomiki Szelszkovo Hozjájsztva Reszpublikanszkoe Pravlenie NTO Szelszkovo Hozjájsztva Dom Tedniki Lit. NTO. Vilniusz. 1986
115. Az állattenyésztés gazdasági elemzése. Takarmányadagok optimalizálása. Magyar Mezőgazdaság. Budapest. 1987. 21. sz.
116. WIEDER NEUE ERGEBNISSE IN DER ANWENDUNG DER AUTOMATISIERTEN SYSTEME FÜR DIE LANDWIRTSCHAFT. Bulletins for Applied Methematics BAM. 505 / 87 /XLVIII / ISSN []. Belgrád-Rijeka Konferencia anyaga. BAM. kiadv. Budapest. 1987.
117. Automatizált tervezés és operatív rányitási rendszer a növénytermesztésben. (Társszerző: Herdon Miklós) Elektronizáció az élelmiszergazdaságban tud. konf. előadásai. Kaposvár. 1987.
118. Az automatizált tervezési rendszer alkalmazása a vállalati viselkedés elemzésében. (Társszerző: Tőgyi Sándor) Kaposvár. 1987.
119. Vezetés orientált döntések számítógépes megalapozása. (Társszerző: Szenteleki Károly) Gazdálkodás. Budapest. 1987. 7. sz.
120. Egy speciális mátrix és néhány tulajdonsága. Statisztikai Szemle. Budapest. 1987. 2 -3 sz.
121. Operációkutatás és számítástechnika a mezőgazdasági vállalatok irányításában. Operációkutatás és számítástechnika a mezőgazdaságban III. Országos Tud. Konf. előadásai. DATE. Debrecen, 1988.
122. Függvényszámítások és modellezési vizsgálatok alkalmazása a takarmánygazdálkodásban. (Társszerző: Drimba Péter) Operációkutatás és számítástechnika a mezőgazdaságban III. Országos Tud. Konf. előadásai. DATE. Debrecen, 1988.
123. Állattenyésztési technológiák automatizált tervezése. (Társszerző: Iván Béla) Operációkutatás és számítástechnika a mezőgazdaságban III. Országos Tud. Konf. előadásai. DATE. Debrecen, 1988.
124. Növénytermesztési technológiák automatizált tervezésének rendszere és felhasználása az egyes ágazatok ökonómiai elemzésében. (társszerző: Sárvári Tibor) Operációkutatás és számítástechnika a mezőgazdaságban III. Országos Tud. Konf. előadásai. DATE. Debrecen, 1988.
125. A hatékonyabb vállalati gazdálkodás lehetőségének vizsgálata az automatizált tervezési rendszer felhasználásával. (Társszerző: Tőgyi Sándor) Operációkutatás és számítástechnika a mezőgazdaságban III. Országos Tud. Konf. előadásai. DATE. Debrecen, 1988.
126. Heady professzor magyarországi kapcsolatai. (Társszerző: Fekete Ferenc, Enese László) Gazdálkodás. Budapest. 1988. 5. sz.
127. Operációkutatás és számítástechnika a mezőgazdasági vállalatok irányításában. MÜSZI Információ. Budapest. 1988. 2. sz.
128. Döcögő szekér. Computerword Számítástechnika. (Nemzetközi informatikai hírlap) Budapest. 1988. VI. 15. sz.
129. Computing sciences in the Agricultural University of Debrecen. Bulletins for Applied Mathematics BAM 570 /88/L/ Pannonian Applied Mathematical Meetings Belgrade 1987. aug. 23 – 29) Budapest. 1988.
130. Demonstration of software developed at the Agricultural Universitz of Debrecen. (Társszerző: Herdon Miklós) ORCS'88 Proceedings, Agricultural University Debrecen, 1988.
131. Some questions on the complex planning of agricultural companies. ORCS'88 Proceedings, Agricultural University Debrecen, 1988.
132. A termelési tényezők időbeli változásának és kölcsönhatásának vizsgálata. (Társszerzők: Soós Csaba, Drimba Péter) XXXII. Georgikon Tudományos Napok KATE. Keszthely. 1990
133. A termelési tényezők közötti összefüggések elemzése a mezőgazdasági nagyüzemekben. (Társszerzők: Soós Csaba, Drimba Péter) Georgikon Tudományos Napok KATE. Keszthely. 1990
134. Különféle módszerek a takarmányozásban. Magyar Mezőgazdaság. (Melléklet) Budapest. 1991. 4. sz.
135. Kísérlet a gazdasági törvények és vállalati magatartás tanulmányozására matematikai modellezéssel. CAFPA'91 Szimpózium (1991. jun. 4 – 6.) előadásai. Budapest. 1991.
136. Szerkezetváltás, foglalkoztatás és a munkaerő hatékonysága. Közgazdasági Szemle. Budapest. 1991. 7 – 8. sz.
137. Gondolatok a gazdasági törvények matematikai vizsgálatáról. MTA Szabolcs – Szatmár – Bereg Megye Tudományos Testületének Közleményei 1. Nyíregyháza. 1992.
138. Néhány gondolat a mezőgazdasági ágazatok versenyképességéről és az állam szerepéről. MTA Szabolcs-Szatmár-Bereg Megyei Tudományos Testületének Közleményei 11. Nyíregyháza, 1993.
139. Dinamikus alma. HVG. Budapest. 1995. jan. 20. sz.
140. A statisztika válsága, vagy a válság statisztikája. Statisztikai szemle. 1995. jún. 445-451 old.

### Egyéb
1. Az üzemi takarmánytermelés optimális szerkezetének meghatározása lineáris programozással. Egyetemi doktori értekezés. Debrecen. 1961.
2. A gazdaságos takarmánygazdálkodás matematikai tervezése. Kandidátusi értekezés. Debrecen. 1967.
3. A termelési tényezők felhasználásának és elosztásának optimalizálása a mezőgazdaságban. MTA doktori értekezés. Gödöllő. 1976.
4. Gazdasági törvények matematikai vizsgálata. A mezőgazdasági ágazatok belső törvényszerűségeit kifejező matematikai összefüggések. Kutatási zárójelentés az OTKA 3041. sz. kutatási témáról.
5. Továbbá mintegy 400 gyakorlati gazdasági elemzés, számítógéppel készített fejlesztési és éves vállalati terv és más a gyakorlati szaktanácsadás során készített tanulmány, kutatási jelentés stb.